# Opera Brașov
Opera Brașov a fost înființată în anul 1953 ca „Teatrul Muzical” din Brașov în clădirea ridicată pe strada Bisericii Române nr. 51 între anii 1936 – 1938, în stil neoromânesc, din inițiativa Societății Junilor Brașovecheni, cu destinația de casă de cultură.

## Obiectiv
Misiunea Operei Brașov, ca instituție de spectacole, se concretizează în crearea unui renume atât pe plan național, cât și internațional, adresându-se unui public cât mai numeros și divers. Opera Brașov își propune să ofere un repertoriu cât mai variat, transformând fiecare spectacol într-un eveniment cultural.
În pregătirea și realizarea de manifestări specifice: spectacole, festivaluri, concerte, proiecte și programe, Opera Brașov urmărește valorificarea potențialului artistic existent, continuarea tradiției artistice, stimularea inovației și creativității, afirmarea personalității artistice, dar și promovarea valorilor artistice autohtone în străinătate. Instituția brașoveană își propune creșterea gradului de cultură muzicală prin adoptarea unor programe de educație, dar și oferirea către toate categoriile de public a unui mediu accesibil și comunicativ.

## Personalități de marcă

### Soliști
Virginia Zeani, Vasile Pop, Nicolae Herlea, Elena Cernei, Ludovic Spiess, David Ohanesian, Eugenia Moldoveanu, Ion Dacian, Octav Enigărescu, Pompei Hărășteanu, Cleopatra Melidoneanu, Dorin Teodorescu, dar și stele de azi - Nelly Miricioiu, Felicia Filip, Liliana Ciobanu Văduva, Marius Brenciu, Marian Pop, Maria Diaconu, Liliana Faraon, Carmen Topciu etc.

### Dirijori
Jean Bobescu, Petre Sbârcea, Cornel Trăilescu, Ilarion Ionescu Galați, Ladislau Roth (Mexic), Corneliu Calistru, Victor Dumănescu, Silviu Panțâru, Jean Marie Juan (Franța), Alfonso Saura (Spania), 
Dorel Munteanu, Traian Ichim, etc.

### Regizori
Jean Rânzescu, Hero Lupescu, George Zaharescu, Carmen Dobrescu, Cristian Mihăilescu ...

### Scenografi
Nicolae Holbea, Horia Popescu, Gheorghe Codrea, Viorica Petrovici ...

### Coregrafi
Nicolae Holbea, Gheorghe Codrea, Viorica Petrovici etc.